# Milorad B. Protić
Milorad B. Protić, född 6 augusti 1911 i Belgrad, Kungariket Serbien, död 29 oktober 2001 i Belgrad, Serbien, Förbundsrepubliken Jugoslavien var en serbisk astronom.
Han var verksam vid Belgrad observatoriet.
Minor Planet Center listar honom som upptäckare av 7 asteroider mellan 1936 och 1952.
Asteroiden 22278 Protitch är uppkallad efter honom.

## Asteroider upptäckta av Milorad B. Protić
| 1517 Beograd     | 20 mars 1938     |
| 1550 Tito        | 29 november 1937 |
| 1554 Yugoslavia  | 6 september 1940 |
| 1564 Srbija      | 15 oktober 1936  |
| 1675 Simonida    | 20 mars 1938     |
| 2244 Tesla       | 22 oktober 1952  |
| 2348 Michkovitch | 10 januari 1939  |